# Arilestaraza
Arilestaraza (EC 3.1.1.2, A-esteraza, paraoksonaza, aromatična esteraza) je enzim sa sistematskim imenom aril-estar hidrolaza. Ovaj enzim katalizuje sledeću hemijsku reakciju
fenil acetat + H2O {\displaystyle \rightleftharpoons } fenol + acetat
Ovaj enzim deluje na mnoge fenolne estre.

## Spoljašnje veze
- Arylesterase на 